# داگلاس اورت (ورزشکار)
داگلاس اورت (انگلیسی: Douglas Everett; ۳ آوریل ۱۹۰۵ – ۱۴ سپتامبر ۱۹۹۶) بازیکن هاکی روی یخ اهل ایالات متحده آمریکا بود.